# Kingsburg
Kingsburg is een plaats, een zogenaamde city, in Fresno County in Californië in de Verenigde Staten. Bij de census van 2010 telde de plaats 11.382 inwoners op een oppervlakte van 7,33 km², waarmee de bevolkingsdichtheid 1.553 inwoners per vierkante kilometer bedroeg.

## Geschiedenis
De plaats werd in 1873 gesticht onder de naam King's River als een wissel aan de lijn van de Central Pacific Railroad. Vervolgens had de plaats verschillende namen en in 1894 werd het uiteindelijk Kingsburg. Het kreeg in 1908 een eigen bestuur. Opvallend is het relatief grote aantal Zweedse Amerikanen vanaf 1886. In 1921 was bijvoorbeeld meer dan 90% van de bevolking in Kingsburg en de directe omgeving van Zweedse afkomst. Kingsburg noemt zich tegenwoordig wel Central California's Swedish Village (Zweeds dorp van Centraal-Californië) en er is jaarlijks een Zweeds festival.

## Geografie
Kingsburg bevindt zich op 36°31′6″ noorderbreedte en 119°33′12″ westerlengte op 92 m hoogte. De plaats ligt in het midden van de agrarische San Joaquin Valley in het zuiden van de county tegen de grens met Tulare County en dicht bij Kings County. De rivier de Kings stroomt op enige afstand langs Kingsburg. De totale oppervlakte bedraagt 7,33 km² wat allemaal land is.

### Plaatsen in de nabije omgeving
De onderstaande figuur toont nabijgelegen plaatsen in een straal van 16 km rond Kingsburg.

## Demografie
Volgens de census van 2010 bedroeg het inwoneraantal 11.382, dat is ten opzichte van 2000 een stijging van 23,7%, want toen bedroeg het inwoneraantal namelijk 9.199. Van de 23.219 inwoners was 75,3% blank, 0,5% zwart of Afro-Amerikaans, 1,3% inheems Amerikaans, 3,4% Aziatisch, 0,2% afkomstig van eilanden in de Grote Oceaan, 15,0% behoorde tot een ander ras en 4,3% tot meerdere rassen. Daarnaast waren er bijna 4.900 hispanics of latino's, die 42,9% van de totale bevolking uitmaken; zij vormen geen apart ras en kunnen tot elk van de bovengenoemde rassen behoren.

## Economie
Fresno County is de grootste landbouwproducent van Californië (2012), onder meer van druiven die verwerkt worden tot rozijnen. De grootste verwerker van rozijnen in de staat, Sun-Maid, een coöperatie boeren, heeft haar hoofdkantoor in Kingsburg.

## Verkeer en vervoer
De plaats ligt aan de State Route 99, een belangrijke noord-zuidverkeersader voor de San Joaquin Valley en geheel Californië. Deze weg vormt een verbinding met onder andere Fresno, de grootste plaats in de omgeving, in het noorden en Tulare in het zuiden. De SR 201 gaat vanuit Kingsburg oostwaarts richting de Sierra Nevada.